# 賀抜勝

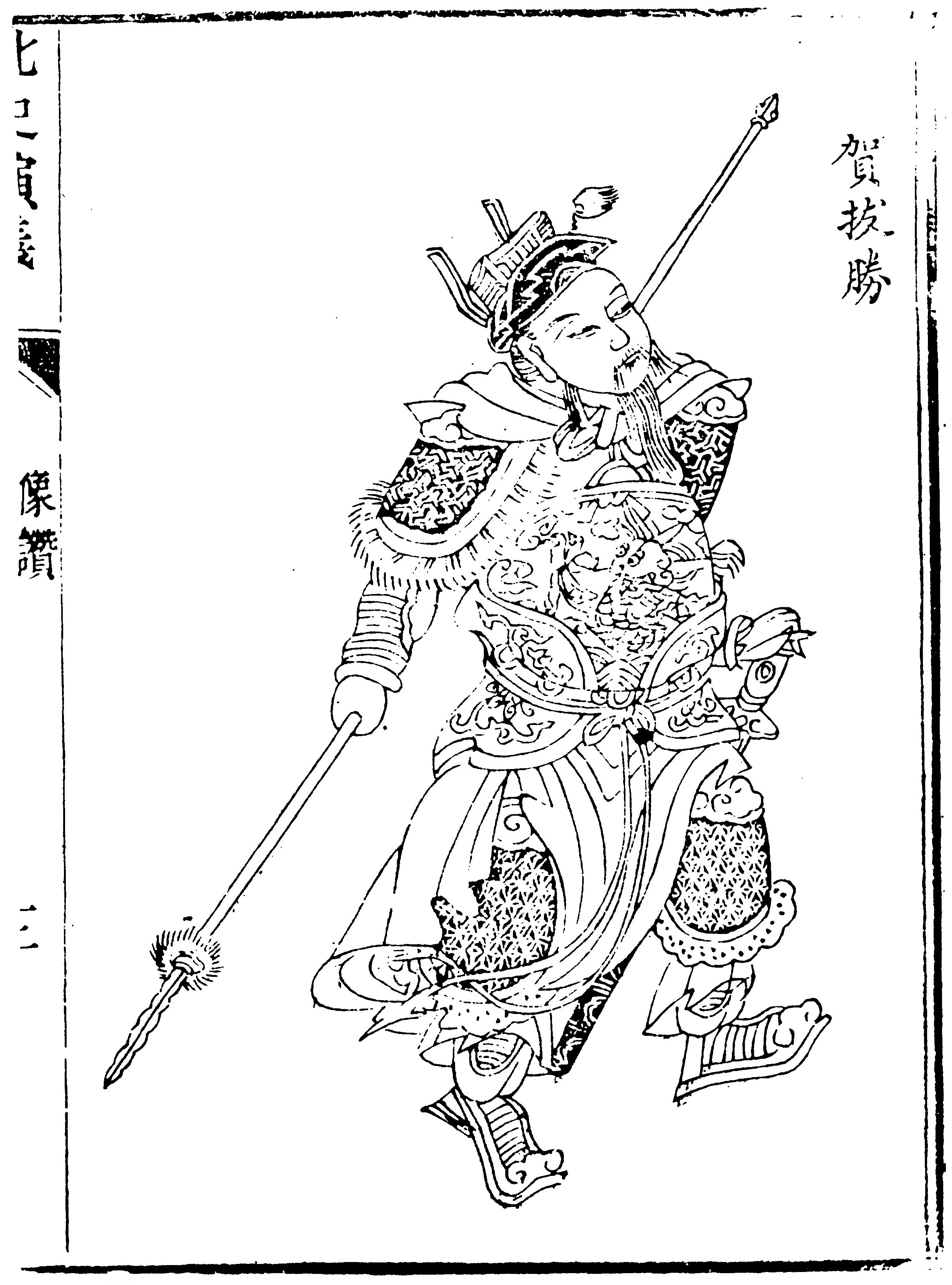
賀抜勝

賀抜 勝（がばつ しょう、? - 544年）は、西魏の軍人。字は破胡。本貫は神武郡尖山県（現在の山西省忻州市神池県）。

## 経歴
北魏の武川軍主の賀抜度抜の子として生まれた。523年、沃野鎮の破六韓抜陵が乱を起こすと、懐朔鎮将の楊鈞が賀抜度抜を召して統軍に任じ、一隊を任せた。衛可孤が武川鎮を囲み、また懐朔鎮を攻撃すると、賀抜勝は軍主となって、父の下で鎮を守備した。524年、包囲は1年にわたり、外からの援軍もなかったので、賀抜勝は楊鈞の許しを得て、援軍を求めるために少年10余騎を率いて包囲を脱出した。朔州に到着し、臨淮王元彧を説得して、援軍の約束を取りつけた。懐朔鎮の包囲を再び突破して入り、城下で「賀抜破胡が官軍とともに到着した」と叫ぶと、城中から門が開かれて入城した。楊鈞が賀抜勝を武川鎮に派遣すると、武川鎮はすでに陥落しており、賀抜勝はむなしく帰還した。懐朔鎮もまた陥落して、賀抜勝の父子は叛乱軍に捕らえられた。後に賀抜度抜と宇文肱が共謀し、輿珍・念賢・乙弗庫根・尉遅真檀らを率いて、衛可孤を襲撃して殺害した。北魏の朝廷は賀抜度抜を賞賛したが、封賞を受けないまま、賀抜度抜は鉄勒との戦いで没した。
ときに賀抜勝は衛可孤を殺害したことを朔州に報告に向かっており、賀抜度抜の死に目に遭うことができなかった。朔州刺史の費穆は賀抜勝の才略を認めて、礼遇した。広陽王元淵が五原で破六韓抜陵の包囲を受けると、賀抜勝は召されて軍主となった。賀抜勝は200人を率いて東の城門から討って出て、100人あまりも斬首し、叛乱軍を数十里ほど後退させた。元淵は敵の後退を見て朔州に転進し、賀抜勝は殿軍を務めた。功績により統軍に任ぜられ、伏波将軍を加えられた。僕射の元纂の麾下に属して恒州に駐屯した。鮮于阿胡が朔州の流民を率いて南下すると、恒州城内の人々も呼応して城を乗っ取った。賀抜勝は兄の賀抜允や弟の賀抜岳とはぐれて、南の肆州に逃れた。賀抜允と賀抜岳は爾朱栄に帰順していた。526年、爾朱栄は肆州刺史の尉慶賓と険悪な関係にあり、兵を率いて肆州を攻撃した。肆州が陥落して、爾朱栄が賀抜勝の身柄を確保すると、「わたしが卿ら兄弟を得たからには、天下は平らげるに不足である」と喜んだ。
賀抜勝は爾朱栄の下で鎮遠将軍・別将となり、歩騎5千を率いて井陘に駐屯した。528年、爾朱栄とともに洛陽に入り、孝荘帝を立てた功績により、易陽県伯に封ぜられた。直閤将軍・通直散騎常侍・平南将軍・光禄大夫・撫軍将軍に累進した。太宰の元天穆に従って葛栄を討ち、前鋒大都督を務めた。滏口で戦って、叛乱軍を撃破した。葛栄の残党の韓楼が薊城にあったため、賀抜勝は大都督となって中山に駐屯し、韓楼と対峙した。529年、元顥が洛陽に入って、孝荘帝が河内に逃れると、賀抜勝は前軍大都督として召されて、爾朱兆とともに硤石から渡河し、元顥の軍を撃破して、元顥の子の領軍将軍元冠受や南朝梁の将の陳思保らを捕らえた。武衛将軍・金紫光禄大夫に任ぜられ、真定県公に進んだ。武衛将軍に転じて、散騎常侍を加えられた。
530年、爾朱栄が殺害されると、賀抜勝は爾朱世隆らに従わず、孝荘帝に面会して賞賛を受け、本官のまま仮の驃騎大将軍・東征都督とされ、鄭先護と合流して爾朱仲遠を攻撃した。しかし鄭先護に疑われて、陣営の外に置かれ、人馬ともに休息することができず、爾朱仲遠に敗れて降った。再び爾朱氏に従って、531年には節閔帝を擁立した。功績により右衛将軍に任ぜられ、車騎大将軍・儀同三司・右光禄大夫に進んだ。
高歓が信都で起兵すると、爾朱氏はこれを討つべく、爾朱度律が洛陽から、爾朱兆が并州から、爾朱仲遠が滑台から進発し、三軍が鄴の東で合流しようとした。賀抜勝は爾朱度律に従っていた。爾朱度律と爾朱兆の間は険悪であり、賀抜勝は斛斯椿とともに爾朱兆の陣営を訪れて両者を和解させようとしたが、かえって爾朱兆に捕らえられた。爾朱度律は恐れて軍を返した。爾朱兆は賀抜勝を斬ろうと、賀抜勝の罪を数えたが、賀抜勝が堂々と反論したので斬ることができず、赦免した。賀抜勝は釈放されると、爾朱度律の軍に追いついた。高歓が相州を落とし、爾朱氏の軍と韓陵で対陣した。爾朱兆は高歓の後背を襲おうとしたが、爾朱度律は爾朱兆の増長を憎んで進軍せず、連係を欠いた。賀抜勝は爾朱氏の内訌に失望して、高歓に降った。爾朱度律はこのため先に後退し、爾朱氏の軍は大敗を喫した。
532年、賀抜勝は領軍将軍となり、間もなく侍中に任ぜられた。孝武帝は高歓を失脚させようと図り、賀抜岳を関中に向かわせ、賀抜勝を都督三荊二郢南襄南雍七州諸軍事とし、驃騎大将軍・開府儀同三司・荊州刺史に進めて、南道大行台尚書左僕射の位を加えた。賀抜勝は南朝梁の下溠戍を攻撃し、戍主の尹道珍らを捕らえた。また蛮王文道期を誘って帰順させた。南朝梁の雍州刺史の蕭続が文道期を攻撃して敗れると、漢水の南の地方は動揺した。賀抜勝は大都督の独孤信らを派遣して欧陽・酇城を平定した。南雍州刺史の長孫亮・南荊州刺史の李魔憐・大都督の王元軌らが久山・白泊を取り、都督の抜略昶・史仵龍が義城・均口を取り、南朝梁の将軍の荘思延を捕らえた。また馮翊・安定・沔陽を攻撃して、いずれも平定した。賀抜勝の軍は樊城・鄧城の間を制圧した。蕭続は南朝梁の武帝の命を受けて、城を守って出戦しなくなった。
間もなく賀抜勝は中書令となり、琅邪郡公に進んだ。蕭続が柳仲礼に穀城を守らせ、賀抜勝はこれを攻めて抜くことができなかった。534年、関中にいた弟の賀抜岳が高歓の策動で暗殺されると、賀抜岳の配下であった李虎が荊州の賀抜勝を訪れて関中入りを求めるが、これを断って代わりに自分の配下である独孤信を関中へ派遣しようとするが、その間に宇文泰が賀抜岳の軍を収めると、孝武帝を関中に迎え入れた。これを知った賀抜勝は府長史の元穎（元叉の子）に荊州を任せて関中に向かった。析陽まで来たとき、太保・録尚書事に任ぜられた。高歓が潼関を落とし、華陰に駐屯すると、関中への道を塞がれた賀抜勝は荊州に帰還した。ときに荊州の民の鄧誕が元穎を捕らえ、侯景を引き入れた。賀抜勝が荊州に到着すると、侯景に迎え撃たれ、賀抜勝は敗れて南朝梁に亡命した。
江南にあること3年、南朝梁の武帝に厚遇を受けた。東魏を討つよう武帝に勧めて果たさず、武帝の側近朱异への働きかけの成功もあり西魏への帰還を許された。その後、賀抜勝は弓矢を取っても、鳥獣で南向きなものは射ることがなかったとされる。536年秋に長安に帰還して宮廷で謝罪し、翌年5月に太師に任ぜられた。
西魏の丞相となって権力を握った宇文泰は元は賀抜岳の部下でその兄である賀抜勝の傘下で戦った事もあった。そのため、長安に帰還した賀抜勝はこの事を不満を抱き、宇文泰に対する拝礼を拒否したこともあった。だが、高歓という敵を討つためにあえて自らの辞を低くして宇文泰に従う決意をした。賀抜勝も宇文泰に敬意を払い続けた。
537年、宇文泰に従って竇泰を小関で捕らえ、中軍大都督を加えられた。また宇文泰の下で弘農を攻撃し、陝津から渡河して、東魏の将の高干を捕らえた。河北に下って、郡守の孫晏らを捕らえた。東魏の軍と沙苑で戦い、河上まで追撃した。李弼とともに河東を攻め、汾州・絳州を落とした。河橋の戦いで東魏軍を破り、降伏した兵士を収容して帰還した。542年、高歓が玉壁を攻撃すると、賀抜勝は前軍大都督として汾北で戦った。543年、邙山の戦いでは、高歓の本軍に迫り、「賀六渾（高歓）、賀抜破胡が必ず汝を殺すなり」と見得を切ったが、馬に流れ矢を受けて追うことができず、大魚を逸したことを嘆いた。この年、賀抜勝の諸子で東魏にあった者たちは、みな高歓のために殺害された。賀抜勝は怒りのあまり気疾に臥せった。544年、死去した。臨終にあたって宇文泰に遺書を残し、宇文泰がそれを読むと、涙を流してやまなかった。定冀等十州諸軍事・定州刺史・太宰・録尚書事の位を追贈され、諡を貞献といった。また、北周建国後に太祖（宇文泰）の廟に13名の功臣のひとりとして配享された。
賀抜勝には後嗣となる子がなかったので、弟の賀抜岳の子の賀抜仲華が後を嗣いだ。

## 伝記資料
- 『魏書』巻80 列伝第68
- 『周書』巻14 列伝第6
- 『北史』巻49 列伝第37
- 前島佳孝「西魏前半期の対梁関係の展開と賀抜勝」（初出:『東方学』第103輯（2002年）/所収:前島『西魏・北周政権史の研究』（汲古書院、2013年） ISBN 978-4-7629-6009-3 ）